# Psammothuria ganapati
Psammothuria ganapati is een zeekomkommer uit de familie Chiridotidae.
De wetenschappelijke naam van de soort werd in 1968 gepubliceerd door G.C. Rao.